# Drew Gilpin Faust
Catherine Drew Gilpin Faust (18 de setembre de 1947) és una historiadora americana, administradora d'universitat i la primera dona presidenta de la Universitat Harvard (Estats Units), essent també la primera presidenta de Harvard des de 1672 que no és llicenciada per Harvard.
Anteriorment, havia estat degana de l'Institut Radcliffe d'Estudis Advançats.

## Els primers anys de la seva vida i estudis
Faust va néixer a la ciutat de Nova York i criada a la Vall de Shenandoah a Virgínia (Comtat de Clarke). Filla de Catherine and Mc Ghee Tyson Gilpin. Faust vé d'una família de grans líders polítics i d'una destacada família de negocis. El seu besavi, Lawrence Tyson, fou Senador dels Estats Units per Tennessee a la dècada dels anys 20.
Graduada al Insitut Concord, a Concord, Massachusetts en 1964, va obtenir la seva llicenciatura al Bryn Mawr College, Doctorada en Filosofia de la Civilització Americana per la Universitat de Pennsilvània l'any 1975. En aquell mateix any, s'uní a la facultat Penn com a ajudant de professor de Civilització Americana. Basada en la seva recerca i ensenyament, se relaciona amb el professor d'història i filantrop, Walter Annenberg. Un especialista en la història del sud en el període d'abans i durant la Guerra Civil, Faust desenvolupa noves perspectives en la història intel·lectual
anterior a la guerra contra el sud i en els canvis en el paper dels dones durant la Guerra Civil. És autora de cinc llibres, el més notable de tots és "Mothers of Invention: Women of the Slaveholding South in the American Civil War" (Mares de la Invenció: Dones de l'esclavitud del Sud, a la Guerra Civil Americana), pel qual va guanyar el premi de la Society of American Historians: Francis Parkman en 1997 (Societat d'historiadors americans).
En 2001, fou designada la primera degà de l'Institut Radcliffe per Estudis Avançats, la successora en l'escola Radcliffe.
Faust és una administradora de l'Escola Bryn Mawr, de la Fundació Andrew Mellon, i del Centre Nacional d'Humanitats. Ella participa en la Junta Consultiva educacional per la Fundació Guggenheim. Es divorcià del seu primer espòs, Stephen Faust i es tornà a casar amb Carles E. Rosenberg, un historiador de la medicina també de Harvard.

## Nomenament com a Presidenta de la Universitat Harvard

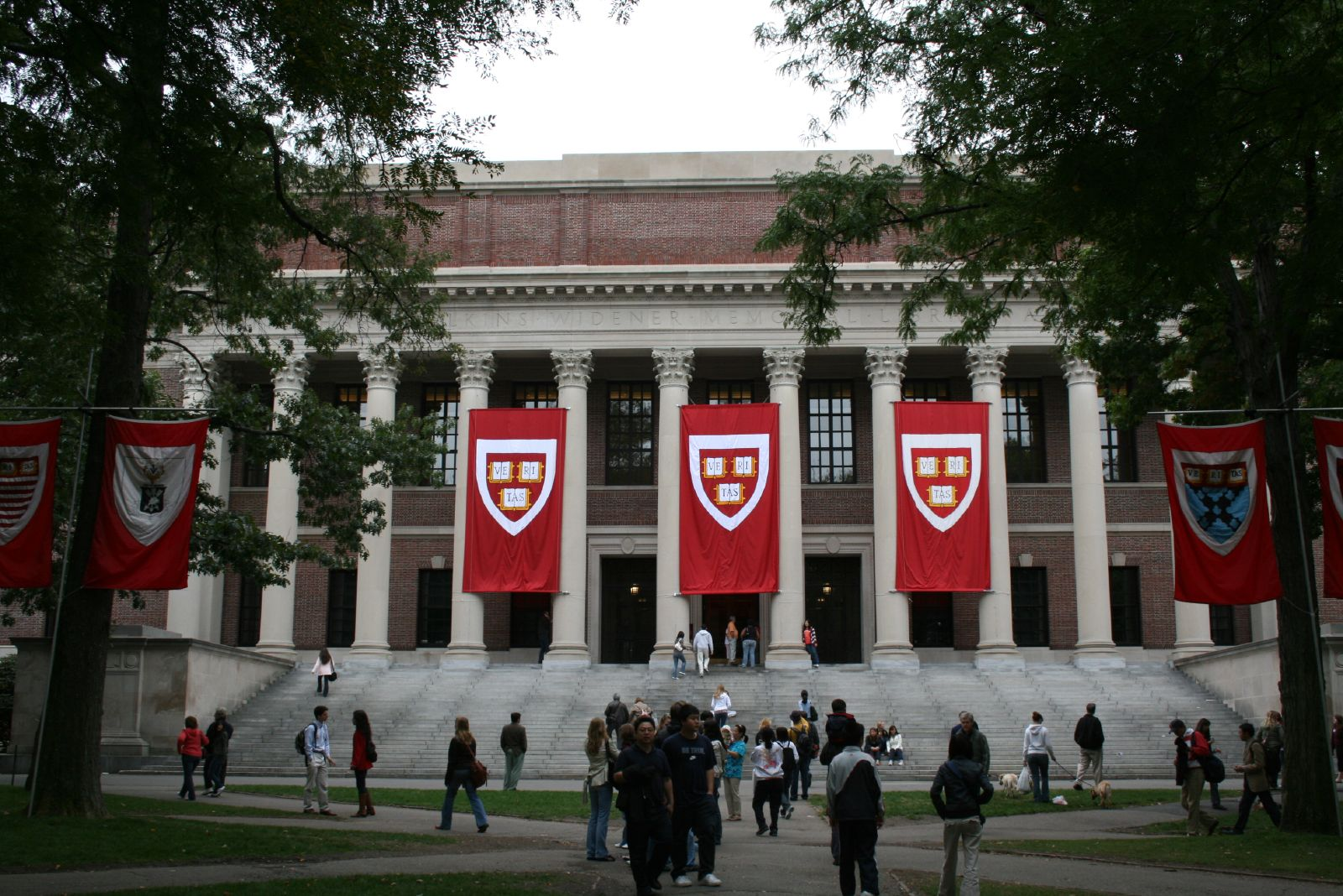
Imatge de la Universitat Harvard per la presa de possessió de Faust.

El 30 de juny de 2006, el llavors President de Harvard, Lawrence H. Summers va dimitir després d'un escàndol de controvèrsies (centrat parcialment en els comentaris que va fer sobre la correlació entre el gènere i l'èxit en diversos camps acadèmics). Derek Bok, que va ser President de Harvard des de 1971-1991, tornà a ser president temporalment fins que s'anomenés un president definitiu.
El 8 de febrer de 2007, La Junta de Harvard anuncià que Faust havia estat elegida com la pròxima president. Seguidament els diversos departaments aprovaren formalment el seu nomenament, que es va fer oficial tres dies després.
Durant una roda de premsa al campus, Faust declarà:" Espero que el meu propi nomenament pugui ser un símbol d'una obertura d'oportunitats que hagués estat inconvenient fa una generació". Però ella també va dir: "No sóc la presidenta de Harvard, sóc el President de Harvard".
El 12 d'octubre de 2007, Faust pren possessió com a President de Harvard a Cambridge (Massachusetts). A la inauguració, va dir: " Una universitat no es determina sobre els resultats del pròxim període; sinó quan un estudiant és reconegut per la graduació. Sobre l'aprenentatge en la vida, aprenent allò que és transmès per herència mil·lènaria; l'estudi és el que forma el futur.

## Vida Personal
A Faust se li diagnosticà un càncer de mama en 1988. Ha declinat parlar amb la premsa sobre la seva diagnosi i tractament.

## Honors
- Fou nomenada membre del Time 100 en 2007.
- Ha estat nomenada Doctor honoris causa en Humanitats per l'Escola Universitària Bowdoin en maig de 2007.

## Obres Seleccionades
- This Republic of Suffering:Death and the American Civil War (Knopf, 2008)ISBN 978-0375404047
- Mothers of Invention: Women of the SlaveholdingSouth in the American Civil War (University of North Carolina Press, 1996) ISBN 978-0807855737
- Southern Stories: Slaveholders in Peace and War (University of Missouri Press, 1992) ISBN 978-0826209757
- The Creation of Confederate Nationalism: Ideology and Identity in the Civil War South: A Design for Mastery (Louisiana State University Press,1982) ISBN 978-0807112489
- A Sacred Circle: The Dilemma of the Intellectual in the Old South, 1840-1860 (University of Pennsylvania Press, 1977) ISBN 978-0812212297